# روابط خارجی روسیه
سیاست دولت روسیه در روابط خارجی تعامل با دیگر کشورها و سایر مردمان ملل دیگر می‌باشد. این سرفصل سیاست خارجی روسیه پس از انحلال اتحاد جماهیر شوروی سوسیالیستی از سال ۱۹۹۱ می‌باشد. پس از انحلال اتحاد جماهیر شوروی، سیاست خارجی روسیه به دنبال روابط نزدیک تر با ایالات متحده آمریکا و جهان غرب بوده‌است.
ریاست جمهوری ولادیمیر پوتین رئیس‌جمهور فعلی این کشور یکبار از ژانویه ۲۰۰۰ تا ۲۰۰۸ و مجدداً از سال ۲۰۱۲ ریاست جمهوری را بعهده گرفته‌است. او در امور بین‌الملل، بیانیه‌های عمومی را در رابطه با سیاست خارجی ایالات متحده و دیگر کشورهای غربی به‌طور چشمگیری افزایش داد. همچنین در فوریه ۲۰۰۷، در همایش امنیتی مونیخ در مورد سیاست امنیتی، اوضاع تسلط انحصاری ایالات متحده در روابط جهانی را مورد انتقاد قرار داد و به این مسئله اشاره کرد که ایالات متحده آمریکا فشار بالایی بدون استفاده از نیروی نظامی در روابط بین‌الملل ایجاد می‌کند که در نتیجه هیچ‌کس احساس امنیت نمی‌کند زیرا هیچ‌کس احساس نمی‌کند که قوانین بین‌المللی مانند یک دیوار سنگی از آنها محافظت می‌کند و چنین سیاستی باعث شروع و تحریک یک مسابقه تسلیحاتی می‌شود.
پوتین پیشنهادهای خاصی نظیر ایجاد مراکز بین‌المللی جهت غنی سازی اورانیوم و همچنین منع استقرار سلاح در فضا را پیشنهاد کرد. او در یک مصاحبه در ژانویه ۲۰۰۷ گفت که روسیه به نفع یک جهان چند قطبی دموکراتیک حرکت می‌کند و به دنبال تقویت سیستم حقوق بین‌الملل می‌باشد.
در حالی که پوتین اغلب توسط رسانه‌های غربی و برخی سیاستمداران تحت عنوان خودکامه شناخته می‌شود ولی رابطه او با ریس جمهور سابق آمریکا، جورج دبلیو بوش، ریس جمهور پیشین برزیل، لوئیس ایناسیو لولا دا سیلوا، هوگو چاوز رئیس‌جمهور پیشین ونزویلا، ژاک شیراک، رئیس‌جمهور سابق فرانسه و سیلویو برلوسکونی نخست‌وزیر سابق ایتالیا، شخصاً بسیار دوستانه بوده و هست. روابط پوتین با آنگلا مرکل بیشتر بر پایه کسب و کار می‌باشد.
در پی حملات ۱۱ سپتامبر به ایالات متحده آمریکا، او با ایجاد پایگاه‌های نظامی در آسیای میانه قبل و در طی حمله تحت رهبری ایالات متحده به افغانستان موافقت نمود. این امر باعث مخالفت و اعتراض ناسیونالیست‌های روسیه به ایجاد هر گونه حضور نظامی آمریکا در خاک شوروی گردید.

## عضویت‌های بین‌المللی
روسیه در سازمان‌ها و گروه‌های زیر حضور فعال دارد:
- مجمع عمومی سازمان ملل متحد و شورای امنیت
- فائو
- آنکتاد
- یونسکو
- کمیساریای عالی سازمان ملل متحد برای پناهندگان
- سازمان توسعه صنعتی ملل متحد

همچنین روسیه در سازمان‌های زیر عضویت داشته یا از بنیان‌گذاران آن است:
- سازمان همکاری‌های اقتصادی آسیا–پاسفیک
- بانک تسویه حساب‌های بین‌المللی
- شورای اروپا
- سرن (ناظر)
- کشورهای مستقل همسود
- سازمان پیمان امنیت جمعی
- بانک اروپایی بازسازی و توسعه
- گروه ۲۰
- آژانس بین‌المللی انرژی اتمی
- بانک بین‌المللی بازسازی و توسعه
- سازمان بین‌المللی هوانوردی غیرنظامی
- نهضت بین‌المللی صلیب سرخ و هلال احمر
- انجمن توسعه بین‌الملل
- مؤسسه مالی بین‌المللی
- نهضت بین‌المللی صلیب سرخ و هلال احمر
- سازمان آب‌نگاری بین‌المللی
- سازمان بین‌المللی کار
- صندوق بین‌المللی پول
- سازمان بین‌المللی دریانوردی
- سازمان بین‌المللی ماهواره‌های تلفنی
- پلیس بین‌الملل
- کمیته بین‌المللی المپیک
- سازمان بین‌المللی مهاجرت (ناظر)
- سازمان بین‌المللی استانداردسازی
- اتحادیه بین‌المللی مخابرات
- انجمن ادغام آمریکای لاتین (ناظر)
- جنبش عدم تعهد (ناظر)
- سازمان کشورهای آمریکایی (ناظر)
- سازمان همکاری اسلامی (ناظر)
- سازمان منع سلاح‌های شیمیایی
- سازمان امنیت و همکاری اروپا
- دیوان دائمی داوری
- سازمان همکاری شانگهای
- سازمان جهانی گردشگری
- اتحادیه جهانی پست
- سازمان جهانی گمرک
- سازمان جهانی بهداشت
- سازمان جهانی مالکیت فکری
- سازمان جهانی هواشناسی
- سازمان تجارت جهانی